# Бурцево (Уфимський район)
Бу́рцево (рос. Бурцево, башк. Бурцев) — присілок у складі Уфимського району Башкортостану, Росія. Входить до складу Русько-Юрмаської сільської ради.
Населення — 217 осіб (2010; 140 в 2002).
Національний склад:
- росіяни — 78 %